# Márvány-tengeri régió

Törökország Márvány-tengeri régiója

A Márvány-tengeri régió (törökül: Marmara Bölgesi) 67 000 km²-es területét tekintve a legkisebb régió Törökországban. A hét régió közül ez a legsűrűbben lakott, legnagyobb városa Isztambul. A régió egyik fele az ország európai, másik fele az ázsiai oldalán terül el, közöttük a Boszporusszal, mely összeköti a Márvány-tengert a Fekete-tengerrel. A Boszporusz (törökül Boğaziçi) kb. 25 kilométer hosszú és átlagosan másfél kilométer széles, de vannak olyan részei, ahol keskenyebb, mint 1000 méter. A partjai erdősek, több kisebb város és falu található itt elszórva. A Dardanellák, mely a Márvány-tengert az Égei-tengerrel köti össze, kb. 40 kilométer hosszú, dél felé egyre szélesedik. A Dardanellák mentén kevesebb a település. Itt fekszik a Saros-öböl, a Gallipoli-félsziget közelében, mely tiszta strandjairól híres. Az öböl a búvárok kedvence, tengeri élővilágának gazdagsága miatt.
Ez a régió földművelés szempontjából igen termékeny, évente körülbelül 520 milliméter csapadékot kap.

## Tartományok

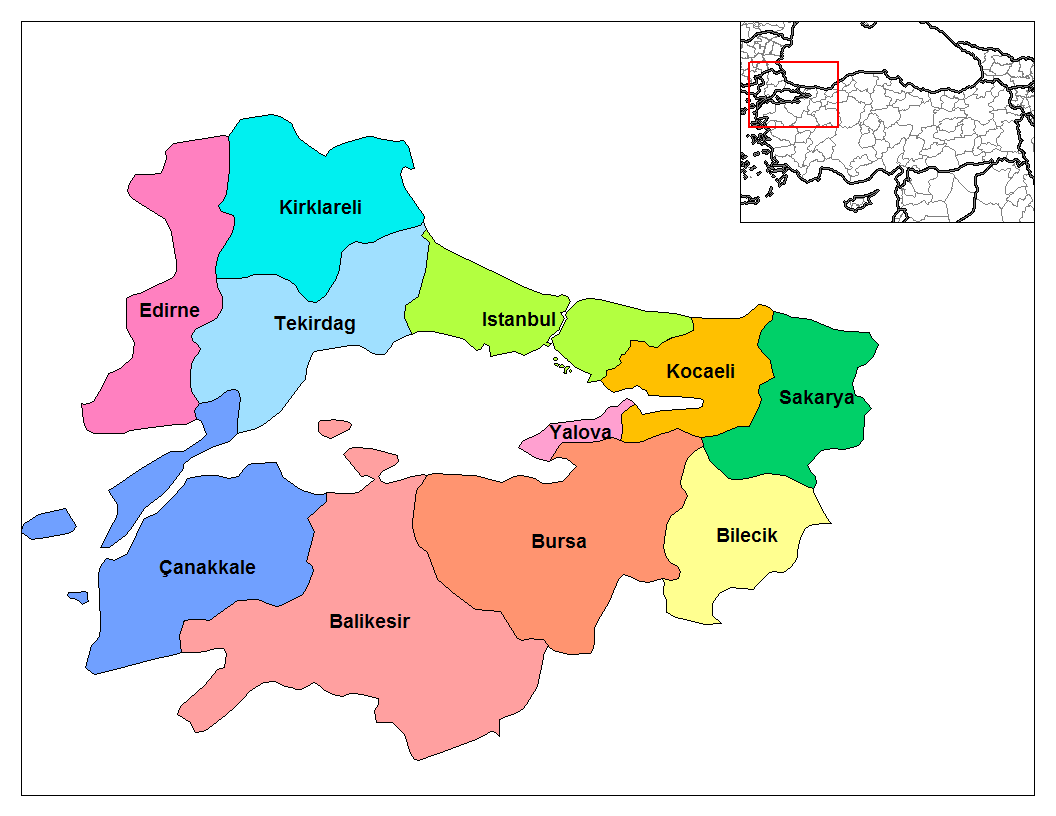
A Marmara régió tartományai

- Balıkesir
- Bilecik
- Bursa
- Çanakkale
- Edirne
- İstanbul
- Kırklareli
- Kocaeli
- Sakarya
- Tekirdağ
- Yalova

## Tájegységei

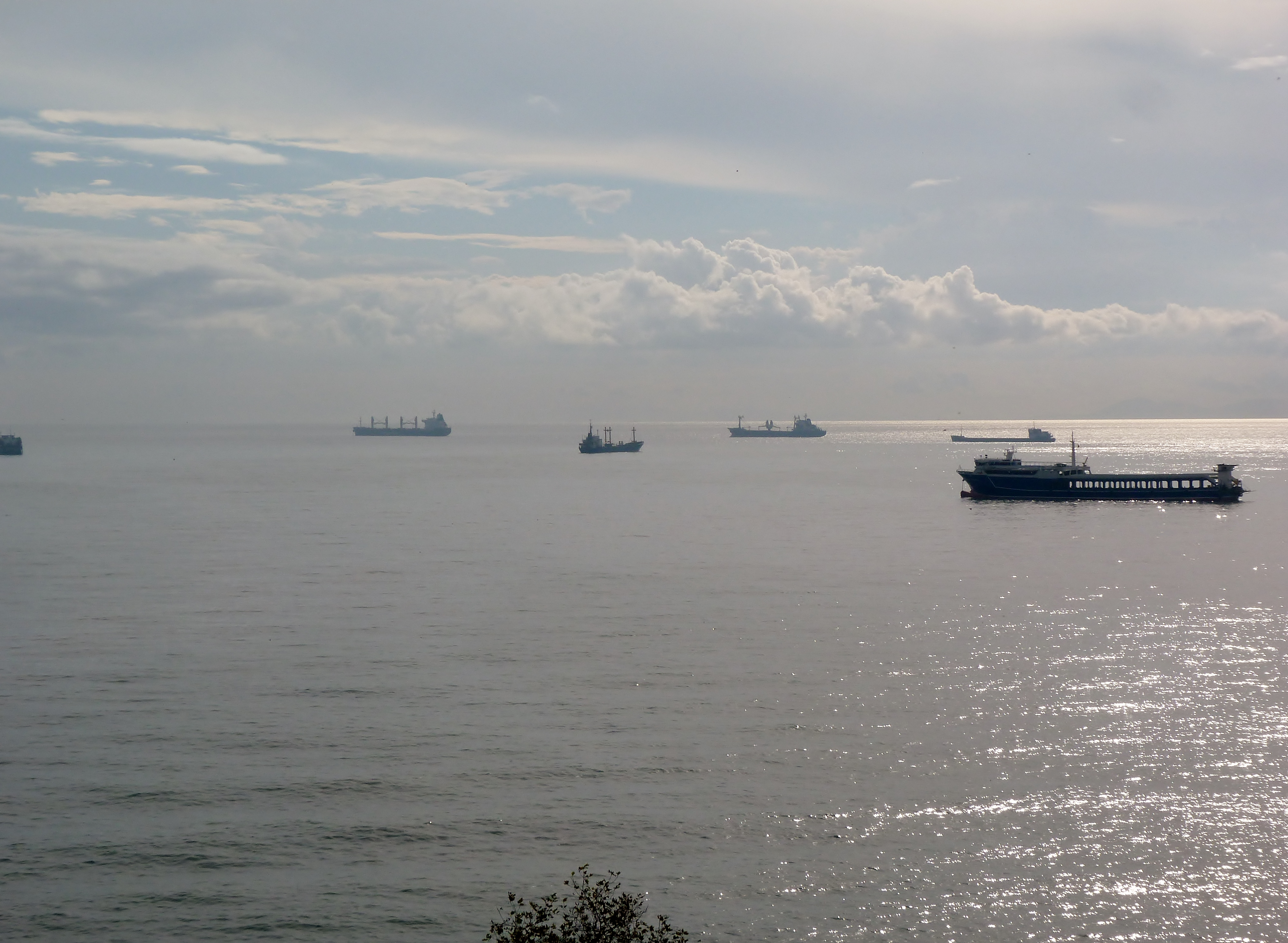
Márvány tenger - Rodostó, a Rákóczi Ebédlőházból

A Márvány-tengeri régiót négy tájegységre tagolják:
Yıldız tájegység
A tájegység a régió északnyugati részén található és teljes egészében a Yıldız-hegységet foglalja magába. A hegység Fekete-tengerre néző oldalán szubtrópusi, az Anatólia belseje felé néző oldalán pedig kontinentális az éghajlat.
Ergene tájegység
Nevét a rajta keresztül húzódó Ergene-medencéről kapta, mely a tájegység szinte egész területét kitölti. Ide tartozik Trákia is. A tájegység fő folyóvizei az Ergene-folyó és mellékágai. Éghajlata kontinentális, hideg, havas telekkel. Főbb városai Edirne és Rodostó (Tekirdağ). Törökország legfontosabb napraforgó- és szőlőtermesztő vidéke.
Çatalca-Kocaeli tájegység
A Boszporusz vidéke tartozik ide, az Adapazarı-medencétől Silivriig tart, magába foglalja a Çatalca- és Kocaeli-félszigeteket. Átlagmagassága 150-200 méter. A tájegység Fekete-tengerhez közeli részein erdők, a márvány-tengeri részein pedig bozótosok és olajfaligetek vannak. A legfontosabb települése Isztambul és İzmit.
Dél-márvány-tengeri tájegység
A Dél-márvány-tengeri tájegység (Güney Marmara Bölümü) felszíni formáit tekintve a régió legváltozatosabb tájegysége: fennsíkok, medencék, folyóvizek, tavak (például a Kuş- és Ulubat-tavak) és öblök keveréke. Itt található a Gallipoli-félsziget (Gelibolu), a Kapıdağ- és a Bıga-félsziget, a Dardanellák (Çanakkale Boğazı). A legjelentősebb város, Bursa környékén többek között selyemhernyó-tenyésztéssel is foglalkoznak.

## Külső hivatkozások
- (törökül) Golyaka Village, Bursa Archiválva 2021. június 16-i dátummal a Wayback Machine-ben
- (törökül) Çorlu
- (törökül) Çerkezköy
- (törökül) Tekirdağ Archiválva 2018. március 25-i dátummal a Wayback Machine-ben